# Centrale thermique de Voljski TEC-2
La centrale thermique de Voljski dite TEC-2 est une centrale thermique dans l'Oblast de Volgograd en Russie.

## Localisation
Elle se situe à Voljski en Russie.

## Historique
Elle est la propriété d'une filiale de Lukoil.

## Installations
Elle possède l'une des cheminées de grande hauteur, plus de trois cents mètres.  